# Koko (gorilla)
Koko (4 juli 1971 – 19 juni 2018) was een vrouwelijke westelijke gorilla die verbleef in Woodside. Psychologe Francine Patterson ('Penny') en medewerkers van de Stanford-universiteit leerden haar meer dan 1000 tekens in gebarentaal en ze verstond om en nabij de 2000 woorden in het Engels. Koko heette voluit eigenlijk Hanabi-Ko.
Koko nam voor de meeste 'gesprekken' die ze met mensen voerde zelf het initiatief en maakte daarin zinnen van drie tot zes woorden. Ze had een getest IQ van 70 tot 95 op de menselijke schaal.

## Gorilla Language Project
Het communicatieproject waarin Koko - vanaf het moment dat ze 1 jaar werd - les kreeg, heet het Gorilla Language Project (ook wel Project Koko), van The Gorilla Foundation. Naast Koko leefde er een tweede gorilla in Woodside met hetzelfde leerprogramma.  Michael stierf in 2000. Koko kreeg een nieuwe leefgenoot genaamd Ndume.
De bedoeling is dat primaten door de aangeleerde communicatie zelf kunnen bijdragen aan de te scheppen of wenselijk gevonden omgangs- en leefvoorwaarden voor zowel soortgenoten in gevangenschap als in het wild.

## Resultaten
Menselijke gebarentaal maken is voor een gorilla erg lastig door de vorm van hun hand. De duim is aanzienlijk korter en staat verder weg van de andere vingers, zodat de duim de pink niet kan raken. De hiervoor aangepaste gebaren vormen de GSL (Gorilla Sign Language).
Zowel Patterson als verzorger-vrijwilligers maakten gebaren en spraken tegelijkertijd het daarbij behorende woord uit. Twee weken later rapporteerden de vrijwilligers dat Koko gebaren begon te maken. Een maand later startte Patterson met het aanleren van drie begrippen: "eten", "drinken" en "meer". Twee dagen later maakte Koko het gebaar voor eten; binnen twee maanden vormde ze combinaties van twee woorden, zoals "eten-meer" en "eten-drinken", wat Koko gebruikte om cornflakes met melk aan te duiden. Daarnaast begon de gorilla vragen te stellen, waarbij ze oogcontact maakte, haar wenkbrauwen vragend optrok en haar hoofd scheefhield. Een favoriete bezigheid van haar bestond in het tekeningetjes maken op een ruit, die Patterson bewasemde met haar adem. Natuurlijk waren de tekeningen nauwelijks meer dan willekeurige krabbels, maar Koko kreeg er niet genoeg van.
Als Koko zich een bepaald woord niet goed voor de geest kon halen, nam ze af en toe haar toevlucht tot een gebaar van een woord met dezelfde klank. Toen de gorilla eenmaal doorhad wat de bedoeling was, leerde ze snel bij. De grootste vooruitgang boekte ze in de periode die overeenkwam met die waarin kinderen het meest leren: tussen 2½ en 4½ jaar. Zowel de lengte van de zinnen als haar "woordenschat" in gebarentaal nam sterk toe. Op de leeftijd van 10 jaar gebruikte ze 500 gebaren regelmatig, maar ze kende er dubbel zoveel.
Verder begreep ze de symbolische aard van taal. Ze begreep regels en week daar vanaf door grapjes te maken. Ze was een tijd behoorlijk balorig en gebruikte meestal een scheldwoord als ze een bepaalde verzorger (ene Ron) bedoelde, die haar typisch gorillagedrag probeerde aan te leren. Ze schold hem vaak uit voor "stupid devil", echter toen iemand haar vroeg wat daar zo grappig aan was antwoordde Koko: "Koko houdt van Ron". De belediging was dus niet serieus gemeend. Dit uitte zich ook in andere dingen. Toen Koko eens bezig was om een stel plastic lepels te vernielen zei Ron tegen haar: "Goed zo, maak ze maar kapot". De aap stopte meteen met slopen. Als individu hield ze duidelijk van een geintje en wat onschuldig geklier op z'n tijd, echter duurde een taalles te lang of vond ze een bepaalde vraag te makkelijk dan kon ze veranderen in een stijfkop. Ze gaf brutale antwoorden en begon te klieren, of ze gaf moedwillig foute antwoorden. Dit hield ze dan stug vol tot de onderzoekers er moedeloos van werden en ze iets leukers kon gaan doen.
Koko was bang voor krokodillen, al heeft ze die zelf nooit gezien. Ze schepte er genoegen in om met een speelgoedkrokodil naar mensen te zwaaien; ze snapte weliswaar dat de mensen expres angstig reageerden om haar te plezieren, maar ze bleef dit grappig vinden.  